# Gisella Naula
Gisella Naula es una deportista ecuatoriana que compitió en judo. Ganó una medalla de bronce en el Campeonato Panamericano de Judo de 1994, en la categoría de –45 kg.

## Palmarés internacional
| Campeonato Panamericano | Campeonato Panamericano   | Campeonato Panamericano | Campeonato Panamericano |
| Año                     | Lugar                     | Medalla                 | Categoría               |
| ----------------------- | ------------------------- | ----------------------- | ----------------------- |
| 1994                    | Santiago de Chile (Chile) | Medalla de bronce       | –45 kg                  |